# Batak alas-kluet
Le batak alas-kluet (ou alas-kluet batak) est une langue austronésienne parlée en Indonésie, dans le nord de l'île  de Sumatra. La langue appartient à la branche malayo-polynésienne des langues austronésiennes.

## Classification
L'alas-kluet fait partie du groupe des langues batak, qui appartient lui-même au rameau des langues sumatra du Nord-Ouest-barrier islands dans la branche malayo-polynésienne des langues austronésiennes.
Toutefois, sur le plan de l'identité culturelle, de nombreux Alas-Kluet refusent l'appellation de « Batak ».

## Sources
- (en) Adelaar, K.A., Reconstruction of Proto-Batak Phonology, Historical Linguistics in Indonesia, Part 1 (éditeur: Robert Blust), pp. 1-20, NUSA Linguistic Studies in Indonesian and Languages of Indonesia, Volume 10, Jakarta, Badan Penyelenggara Seri NUSA, 1981.
- (en) Adelaar, Alexander, The Austronesian Languages of Asia and Madagascar: A Historical Perspective, The Austronesian Languages of Asia and Madagascar, pp. 1-42, Routledge Language Family Series, Londres, Routledge, 2005,  (ISBN 0-7007-1286-0)